# Neues Königliches Opernhaus Berlin

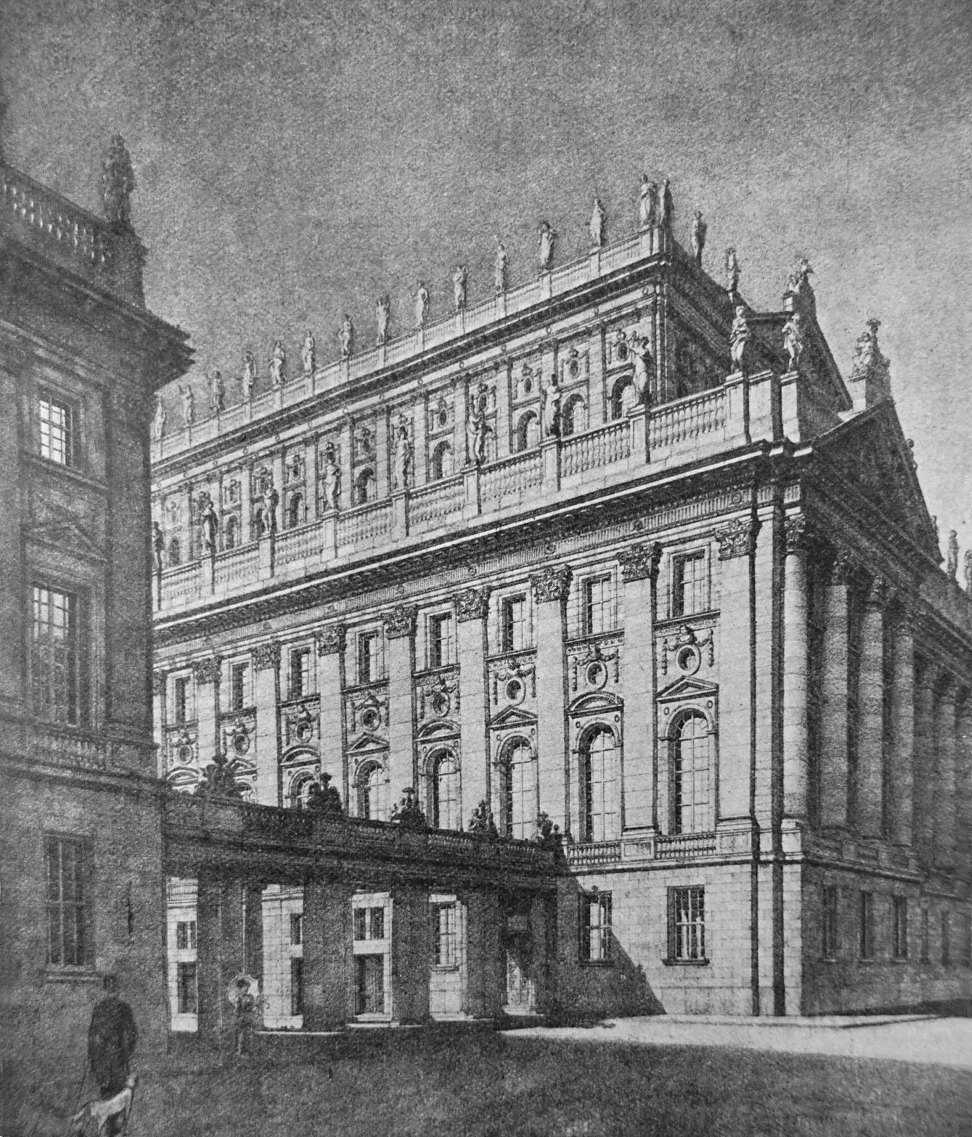
Endgültiger Entwurf von Ludwig Hoffmann, Januar 1914

Das Neue Königliche Opernhaus Berlin war ein Projekt der preußischen Regierung und des Kaisers Wilhelm II. zum Bau eines neuen Operngebäudes in Berlin, dessen Verwirklichung der Erste Weltkrieg und die Finanzknappheit in der Weimarer Republik verhinderten. Es handelt sich um eines der langwierigsten und verworrensten Bauvorhaben der Kaiserzeit. 1924 bezeichnete der Kritiker und Journalist Paul Westheim es als die „groteskeste Architekturkomödie aller Zeiten“.

## Vorgeschichte

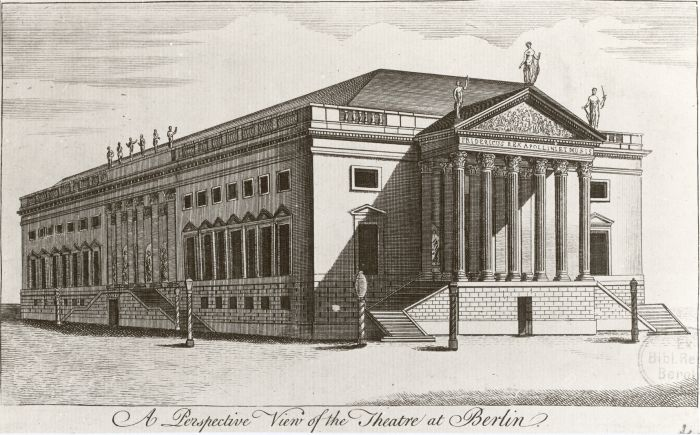
Königliche Oper Berlin 1745

Auslöser der Planungen für ein neues Opernhaus war der Brand im Iroquois Theater in Chicago am 30. Dezember 1903. Nachdem das Königliche Opernhaus Unter den Linden mit 1.500 Sitzplätzen bis dahin nur als zu klein empfunden worden war, wurde nun auch seine Sicherheit angezweifelt. Der Kaiser schickte ein Telegramm an seinen Finanzminister Georg von Rheinbaben, das einen „schleunigen Neubau“ anregte und mit den Worten endete: „Ich kann keine Nacht mehr ruhig schlafen“. Die preußische Regierung begann daraufhin mit der Planung eines Neubaus für mindestens 2.500 Zuschauer unter Abriss des alten Hauses.

## Entwürfe von Felix Genzmer

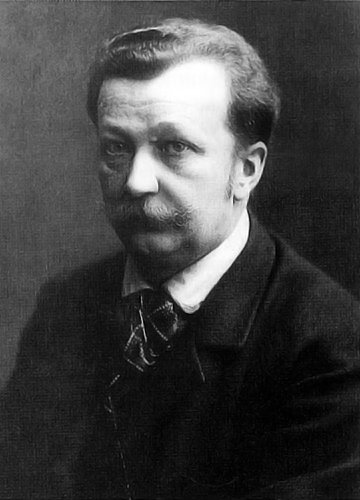
Felix Genzmer

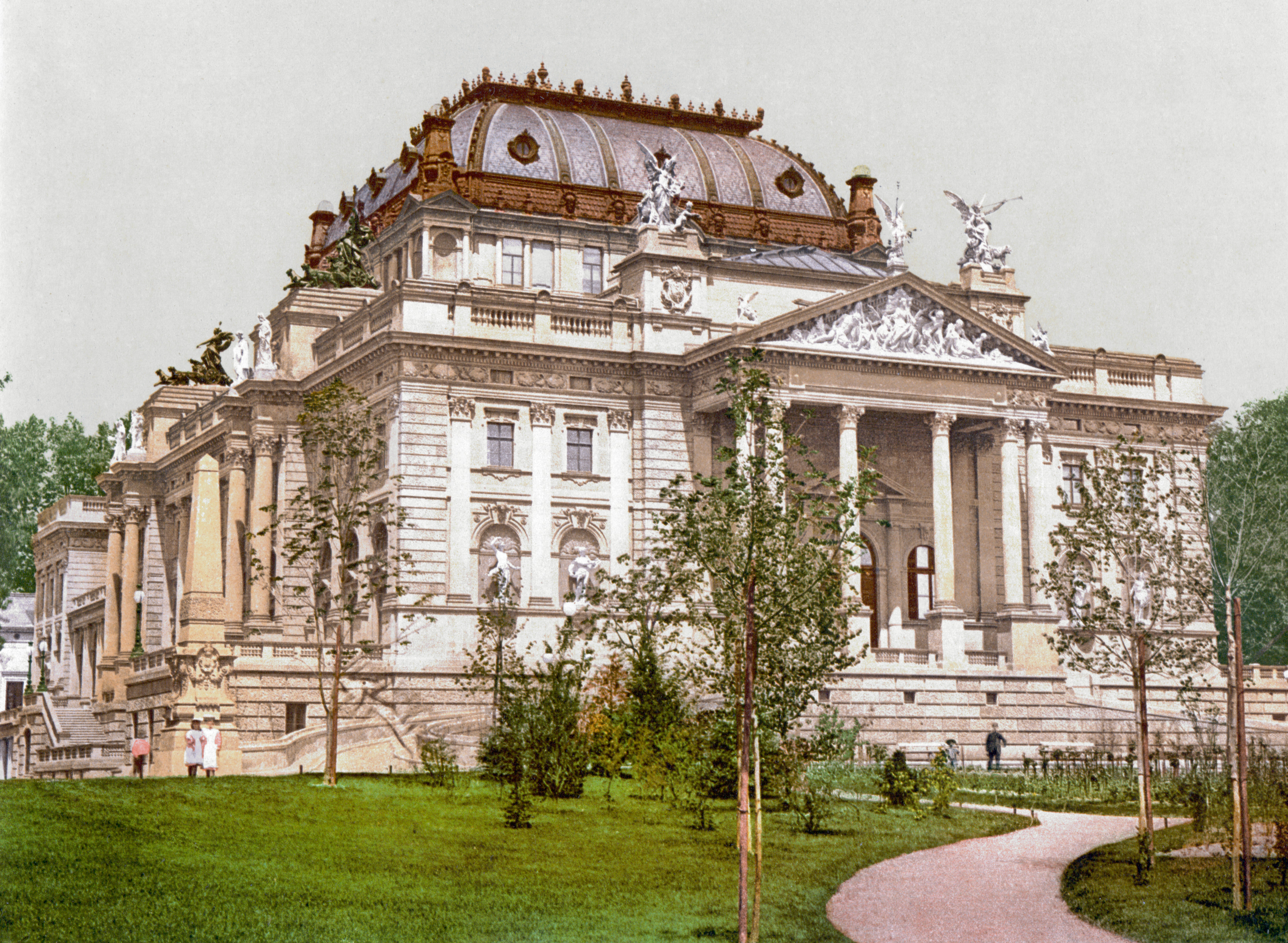
Hessisches Staatstheater in Wiesbaden um 1900

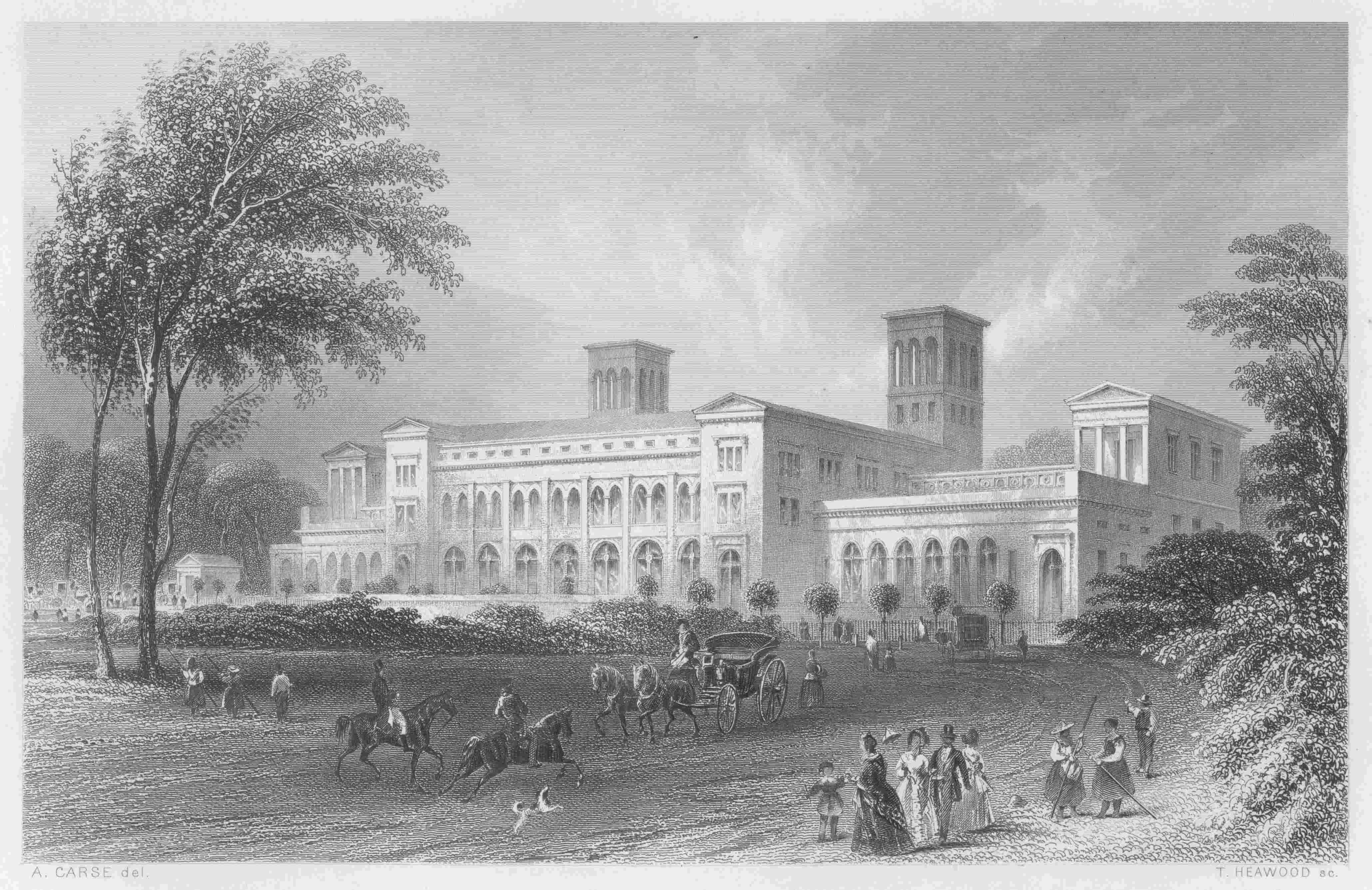
Kroll-Oper Berlin um 1850

Die erste Wahl für das Neubauprojekt war der Architekt Felix Genzmer, der nach dem Bau des Foyers des Hoftheaters Wiesbaden als Architekt der königlichen Theater in Berlin und als Professor an der Technischen Hochschule Charlottenburg tätig war. Genzmer wurde vom Generalintendanten der Königlichen Schauspiele Georg Graf von Hülsen-Haeseler vorgeschlagen und war durch seine Arbeit in Wiesbaden auch beim Kaiser bekannt und beliebt. Zwischen 1904 und 1905 baute Genzmer die Innenräume des Berliner Schauspielhauses um, wobei neben dem Brandschutz eine repräsentativere Ausstattung im Vordergrund stand. Parallel dazu begann er mit den Plänen zum neuen Opernhaus.
Die Beauftragung Genzmers stieß vor allem bei den nationalen Architektenverbänden auf Kritik. Der Opernbau war zu diesem Zeitpunkt das einzige geplante Großprojekt, und die Architekten forderten einen Wettbewerb, während der Kaiser Wettbewerbe grundsätzlich ablehnte. Auch die Person Genzmer stieß auf Kritik, so etwa beim Publizisten Maximilian Harden, der 1906 in der Zukunft schrieb:

„Außer Messel haben wir Gabriel Seidl in München, Fischer in Stuttgart, Wallot in Dresden, Behrens in Düsseldorf, Licht in Leipzig, vielleicht noch manchen anderen. Warum muß der Untüchtigste zu einer Aufgabe berufen werden, die der Lebenstraum jeden Künstlers ist? Weil der Kaiser ihn nicht untüchtig findet und gern mit dem bequemen Mann arbeitet? Wirklich nur deshalb? Das allein soll entscheiden?“

1906 legte Genzmer seine ersten Pläne vor, die der Kaiser ablehnte, da er nun doch „die in der Umgebung des jetzigen Opernhauses dominierende einfache aber vornehme Architektur aus Friedrichs des Großen Zeit durch einen Kolossalbau nicht geschädigt sehen“ wollte.
Genzmer sollte ein neues Projekt für den Königsplatz gegenüber dem Reichstagsgebäude erarbeiten, wo 1896 die Krolloper zum „Neuen Königlichen Operntheater“ umgebaut worden und deutlich mehr Platz vorhanden war.
Die Pläne, die Felix Genzmer 1909 vorlegte, sahen den Bau der Oper südlich der Ost-West-Achse auf dem Königsplatz vor; außerdem sollte ein zweites Gebäude an der Nordseite errichtet werden. Dieser Entwurf wurde vom preußischen Ministerium der öffentlichen Arbeiten abgelehnt mit der Begründung:

„Der Gedanke, ein Gebäude von der Bedeutung und Größe des Opernhauses seitlich der Mittellinie des Königsplatzes zu errichten, muß als verfehlt und von allgemein künstlerischen Gesichtspunkten aus als unannehmbar bezeichnet werden.“

Das Ministerium hatte außerdem ein Problem mit der Höhe der Kosten des Neubaus – vor allem, weil die Finanzierung zu diesem Zeitpunkt nicht geklärt war. Dabei ging es in erster Linie um die Anteile, die der preußische Staat und die Krone zu bezahlen hatten. Die Krone wollte keinen wesentlichen Beitrag zum Bau leisten, obwohl der Kaiser den Neubau als „seine“ Oper betrachtete. So wurde sogar der entschädigungslose Beitrag des Grundstücks der Kroll-Oper durch die Krone intern in Frage gestellt. Der kaiserliche Berater Graf Philipp zu Eulenburg bezeichnete den Bau als eine Kulturaufgabe des Staates, auf der anderen Seite konnte das preußische Finanzministerium keinen Grund dafür finden, einen Bau mit Räumen für den Hof ohne einen Beitrag desselben zu errichten. Aus Sicht des Finanzministers war es fast unmöglich, dem preußischen Abgeordnetenhaus diese Kostenverteilung zu erklären und sie auch durchzusetzen.
Nachdem auch die zweite Planung Genzmers abgelehnt worden war, setzte sich die Ansicht durch, dass er für den geplanten Bau nicht der richtige Architekt war, zumal der äußere Druck durch die Architektenverbände und die Öffentlichkeit stieg. Graf von Hülsen-Haeseler, auf dessen Vorschlag bereits Genzmer ausgewählt wurde, wollte offensichtlich erst einen weiteren Architekten auf das Projekt ansetzen und fragte aus diesem Grunde am 11. Januar 1910 unverbindlich den Berliner Stadtbaurat Ludwig Hoffmann, der jedoch ablehnte.

## Erster Architektenwettbewerb
Am 28. März 1910 unterbreitete Graf von Hülsen-Haeseler Wilhelm II. vorsichtig den Vorschlag, zum Bau des Opernhauses mehrere Architekten in einer geschlossenen Konkurrenz (einem beschränkten Wettbewerb) gegeneinander antreten zu lassen. Er argumentierte mit der Bedeutung des Gebäudes, das zu einem gebauten Denkmal der glorreichen Regentschaft Wilhelms II. hätte werden sollen. Er betonte das Interesse der Architekten an dem Bauwerk und stellte heraus, dass es sich bei dem Wettbewerb um eine unverbindliche Ausschreibung (Ideenwettbewerb) handeln sollte, die die besten Ideen zutage fördern solle. Die letzte Entscheidungsinstanz sollte weiterhin der Kaiser selbst bleiben. Der Kaiser willigte in den Wettbewerb schließlich ein, lehnte jedoch eine Prüfkommission (Preisgericht) ab und stellte klar, dass er den Architekten auf gar keinen Fall freie Hand lassen würde. Er kommentierte entsprechend den Vorschlag:

„Bei dem Wettbewerbe – ad informationem Regis – soll der Standpunkt festgehalten werden, daß es keine Concurrenz im gewöhnlichen Sinne ist, sondern nur Bereitstellung von Ideenmaterial für MICH, den ERBAUER, gleichgültig, welchem Manne ich MEINEN IDEENNIEDERSCHLAG nachher zur Ausführung übertrage. Der Bau soll den Ruhm aller Betheiligten verkünden.“

Der Vorschlag traf ebenfalls auf Zustimmung des Ministeriums der öffentlichen Arbeiten und des Ministeriums der Finanzen, die in der Konkurrenz eine Möglichkeit sahen, die kritische Frage der Finanzierung zu lösen. Durch eine Ausschreibung sollte die Budgetkommission des preußischen Abgeordnetenhauses zu einer Zustimmung zur Kostenübernahme gebracht werden.
Am 28. Juni entwickelten die beteiligten Ministerien die Rahmenbedingungen für den Wettbewerb. Als Ort wurde weiterhin das Grundstück der Kroll-Oper ins Auge gefasst, die Architekten durften jedoch auch Alternativen vorschlagen. Die Oper selbst sollte über 2.250 Sitzplätze verfügen, wobei neben dem Parkett und vier Rängen ein „Amphitheater“ als abschließender Rang existieren sollte. Vor dem Zuschauerraum sollte ein Eingangstrakt mit einer repräsentativen Eingangshalle (Vestibül) und Kassenräumen sowie eine Treppenhalle mit Zugängen zum Parkett und zum ersten Rang entstehen. Zwei Foyers für die unterschiedlichen Ränge und das Parkett sollten ebenfalls eingeplant werden. Ein wichtiger Teil der Planung umfasste den Bereich für den Hof. Dieser sollte eine große Festloge im ersten Rang für 80 Plätze sowie weitere Plätze im Parkett und im ersten Rang des linken Bühnenvorraums (Proszenium) umfassen. Die Logen sollten mit verschiedenen Salons ausgestattet werden, außerdem sollte als Zugang ein getrennter Eingang an der linken Seite eingeplant werden. Alle Hofbereiche sollten miteinander verbunden, vom restlichen Publikum jedoch getrennt sein.
Im August 1910 wurden die ausgewählten Architekten benachrichtigt, dabei handelte es sich neben Felix Genzmer um Eduard Fürstenau, Ludwig Hoffmann, Ernst von Ihne, Anton Karst, Max Littmann, Heinrich Seeling und Friedrich von Thiersch. Die Auswahl fiel dabei auf Architekten, die bereits erfolgreich für den Kaiser gearbeitet hatten und deren Arbeiten ihn überzeugten. Anton Karst wurde aufgrund seines Neubaus des Königlichen Hoftheaters in Kassel (Vorgängerbau des heutigen Staatstheaters Kassel) vom Kaiser selbst hinzugezogen. Besonders Max Littmann und Heinrich Seeling waren bekannte Theaterarchitekten. Die von den ausgewählten Architekten eingereichten Entwürfe sollten gegen die Zahlung eines Honorars als Eigentum mit uneingeschränktem Verfügungsrecht an den Staat übergehen. Ludwig Hoffmann nahm an dieser Ausschreibung nicht teil und begründete dies mit seinen vielfältigen Aufgaben für die Stadt Berlin sowie einem Bebauungsplan für die Stadt Athen, an dem er gerade arbeitete.

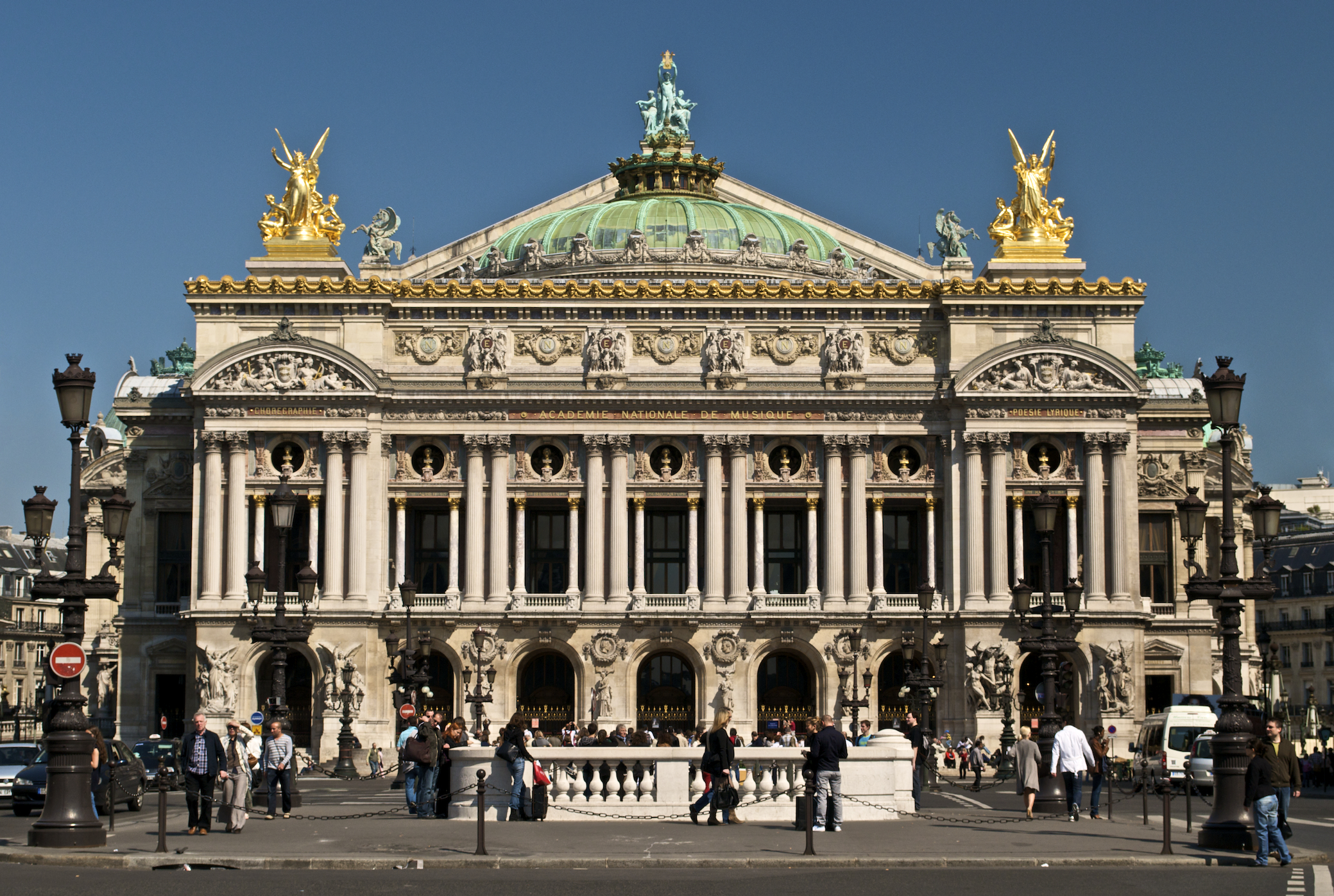
Opéra Garnier, Paris

Gegenüber der Öffentlichkeit rechtfertigten die Ministerien den beschränkten Wettbewerb mit den besonderen technischen Schwierigkeiten des Baus. Dies konnte die Kritik jedoch nicht beruhigen, die sowohl von der Presse als auch aus den Architekturverbänden laut wurde. Letztere forderten einen offenen Wettbewerb und verwiesen dabei vor allem auf den Bau der Pariser Oper. Weitere Kritik rief die fehlende Jury sowie die fehlende Verbindlichkeit einer Auftragserteilung an den Wettbewerbssieger hervor, was gegen die von den Verbänden postulierten, elementaren Grundregeln des Wettbewerbswesens verstieß. Im Berliner Tageblatt vom 2. September 1910 war deshalb zu lesen:

„Wenn man oben keine besseren Männer kannte oder nicht dem Kaiser vorzuschlagen wagte, dann mußte man eben einen allgemeinen Wettbewerb ausschreiben. Für Verlegenheits- und Rücksichtskandidaten ist eine solche Aufgabe nicht da. Und mehr als die Achtzigtausend Mark die den Teilnehmern an dieser im höheren Sinne doch kaum fruchtbaren engen Konkurrenz gezahlt werden, hätte auch die allgemeine kaum gekostet. Die Entscheidung, die sich, wie es scheint, die Ministerien selbst vorbehalten haben – Preisrichter werden nicht genannt –, wird keineswegs eine endgültige sein. Der Landtag hat ja noch ein Wort mitzureden, und die Architektenschaft wird es sich sicher nicht nehmen lassen, ihn über die Konkurrenz und ihren Charakter aufzuklären.“

Die Ergebnisse lagen Anfang Dezember 1910 vor. Vor allem von Ihne und Littmann integrierten wesentliche Elemente der Pariser Oper von Charles Garnier in ihren Entwurf, darunter die zentrale mehrgeschossige Festtreppe innerhalb eines eigenen zentralen Raumes zwischen dem Foyer und dem Auditorium. Weitere Ideen lieferte die Wiener Staatsoper von Eduard van der Nüll und August Siccard von Siccardsburg. Auf der Basis der Ergebnisse regten die beteiligten Minister die gemeinsame Erstellung eines Grundrisses an. Sie schlugen vor, dies durch die die Teilnehmer Ernst von Ihne, Heinrich Seeling und Friedrich von Thiersch durchführen zu lassen. Auf Druck des Hofes erklärten sich das Ministerium der öffentlichen Arbeiten und das Finanzministerium Ende 1910 bereit, den Bau der Oper als preußischen Staatsbau anzusehen und damit die Finanzierung auf Staatskosten mit Zuschuss der Krone vorzunehmen. Die weitere Organisation unterlag vollständig dem Ministerium der öffentlichen Arbeiten. Als Beitrag der Krone legte der Kaiser eine Gesamtsumme von drei Millionen Mark fest. Der Kaiser willigte außerdem in einen engeren Wettbewerb zwischen Ernst von Ihne, Heinrich Seeling und (im Gegensatz zum Vorschlag der Ministerien) Max Littmann ein.

## Zweiter Architektenwettbewerb
In Vorbereitung auf diesen Nachfolgewettbewerb erstellte der Regierungsbaumeister Hans Grube im Ministerium der öffentlichen Arbeiten einen Vorentwurf als Grundlage für die weiteren Planungen. Dazu gehörten Grundrisse sowie eine Fassadenansicht des geplanten Gebäudes. Die Entwürfe fanden großen Zuspruch, und Grube wurde als vierter Teilnehmer am Wettbewerb nachträglich zugelassen, seine Pläne bildeten die Vorlage für die offizielle Programmskizze und damit die verbindliche Voraussetzung, auf der die Teilnehmer ihre neuen Entwürfe aufbauen mussten. Am 3. Oktober wurden die Architekten um ihre neuen Entwürfe gebeten, die Ergebnisse lagen im Februar 1912 vor. Die Ergebnisse beider Runden des Wettbewerbes wurden im März 1912 öffentlich im Abgeordnetenhaus ausgestellt, wobei die Pläne aus dem engeren Wettbewerb die Grundlage für den endgültigen Bau darstellen sollten. Wilhelm II. bevorzugte dabei sehr eindeutig die Ergebnisse des Baubeamten Grube. Am 6. März stellte der Geheime Baurat Richard Saran aus dem Ministerium der öffentlichen Arbeiten den aktuellen Stand der Diskussionen in einer Rede vor dem Abgeordnetenhaus vor:

„Wir haben uns in gemeinschaftlicher sorgfältiger Beratung dem Urteil nicht verschließen können, daß die Entwürfe von Seeling und Littmann den berechtigten Ansprüchen der Verwaltung nicht entsprechen, sodass sie trotz sonstiger Vorzüge, Schönheit der Architektur und reizvoller Einzelheiten für die fernere Bearbeitung ausscheiden müssen. Auch für den Ihneschen Entwurf trifft dies, wenn auch nicht so unumwunden, zu. Als die beste Grundlage für die Ausarbeitung des eigentlichen Bauentwurfs wurde der Grubesche Vorentwurf von der Theaterverwaltung angesehen und wir konnten dieser Ansicht nicht widersprechen.“

Als Baubeginn sah man den April 1913 vor.
Die Entscheidung stieß auf starke Kritik in der Presse und der Öffentlichkeit. Vor allem das Vorgehen der Ministerien in dem beschränkten Wettbewerb und die Tatsache, dass am Ende ein unbekannter Baubeamter den Siegerentwurf lieferte, wurde sehr negativ kommentiert. Die Presse forderte erneut einen offenen Wettbewerb, die Vereinigung Berliner Architekten schrieb am 14. März 1912 eine Resolution mit derselben Forderung. Am 20. April des Jahres beschloss der Bund Deutscher Architekten, dass nach einer entsprechenden Neufestlegung des Bauprogramms und der Abstimmung im Abgeordnetenhaus ein offener Ideenwettbewerb zum Bau der Oper gefordert werden sollte. Diese Kritik, in der sich alle Fraktionen gegen die geplante Fortführung des Projektes aussprachen, trug sich entsprechend bis ins Abgeordnetenhaus. Am 2. Mai verabschiedete das Abgeordnetenhaus einen Entwurf, der einen neuen Entwurf unter „Einbeziehung weiterer Kreise der deutschen Künstlerschaft“ verlangte. Nach dem Beschluss wurde ein offener Wettbewerb vorgesehen, bei dem die Teilnehmer von der Programmskizze auch abweichen durften und bei dem eine abschließende Beurteilung durch die Preußische Akademie des Bauwesens stattfinden sollte. Damit entschieden sich die Abgeordneten ganz klar gegen die Intentionen des Kaisers Wilhelm II. Der SPD-Abgeordnete Karl Liebknecht stellte sehr deutlich dar:

„Es besteht die außerordentlich große Gefahr, – da über das Bauwerk schließlich nur ein ‚Bauherr‘ die ‚nutznießende Instanz‘, wie sie dann und wann bezeichnet worden ist – zu befinden hat, obwohl wir hier das Geld zu bewilligen haben, daß nicht der künstlerische Ausdruck irgendeiner maßgeblichen künstlerischen Stimmung und Auffassung unserer Zeit oder der besten Kräfte unserer Zeit gefunden werden wird, sondern daß schließlich nur die künstlerische Stimmung und Auffassung einer einzigen Person entscheidet.“

## Dritter Architektenwettbewerb
Der dritte Wettbewerb um das Opernhaus wurde im Juni 1912 vom Ministerium der öffentlichen Arbeiten ausgeschrieben. Obwohl dieser Wettbewerb nun tatsächlich offen war, wurden die Architekten Hermann Billing in Karlsruhe, Wilhelm Brurein in Berlin, Martin Dülfer in Dresden, Theodor Fischer in München, Georg Frentzen in Aachen, Otto March in Berlin, Bruno Möhring in Berlin, Carl Moritz in Köln, Bruno Schmitz in Berlin sowie die Architektengemeinschaft Lossow & Kühne (William Lossow und Max Hans Kühne) in Dresden direkt zur Teilnahme eingeladen bzw. aufgefordert. Wie die erste Auswahl bestand auch diese vor allem aus Architekten, die bereits Erfahrungen beim Bau von Theatern oder ähnlichen Gebäuden besaßen und dem Kaiser positiv aufgefallen waren. Von den Eingeladenen sagte nur Theodor Fischer ab, alle anderen bestätigten ihre Teilnahme. Neben diesem Personenkreis war jedem die Teilnahme erlaubt, der Mitglied im Bund Deutscher Architekten (BDA) oder eines der im VDAI organisierten Architekten- und Ingenieur-Vereine war.
Die Basis für die Arbeit bildeten drei Grundrisszeichnungen, auf denen die Projekte aufbauen sollten. Im Oktober 1912 lagen insgesamt 68 Entwürfe vor, zu der die Preußische Akademie des Bauwesens Stellung nahm. Die Jury urteilte in der Form, dass von sämtlichen Entwürfen keine den bisherigen Entwürfen so sehr überlegen war, dass sie als Grundlage für den Bau empfohlen werden konnte. Besonders hervorgehoben wurden die Entwürfe von Otto March, Richard Seel, Martin Dülfer, Carl Moritz sowie der Beitrag des Architekturbüros von Peter Jürgensen und Jürgen Bachmann (Berlin). Die Jury empfahl außerdem eine Vereinfachung des Bauprogramms, die jedoch vom Generalintendanten abgelehnt wurde. Zu den Gutachtern der Abteilung Hochbau der Akademie gehörte auch Ludwig Hoffmann.

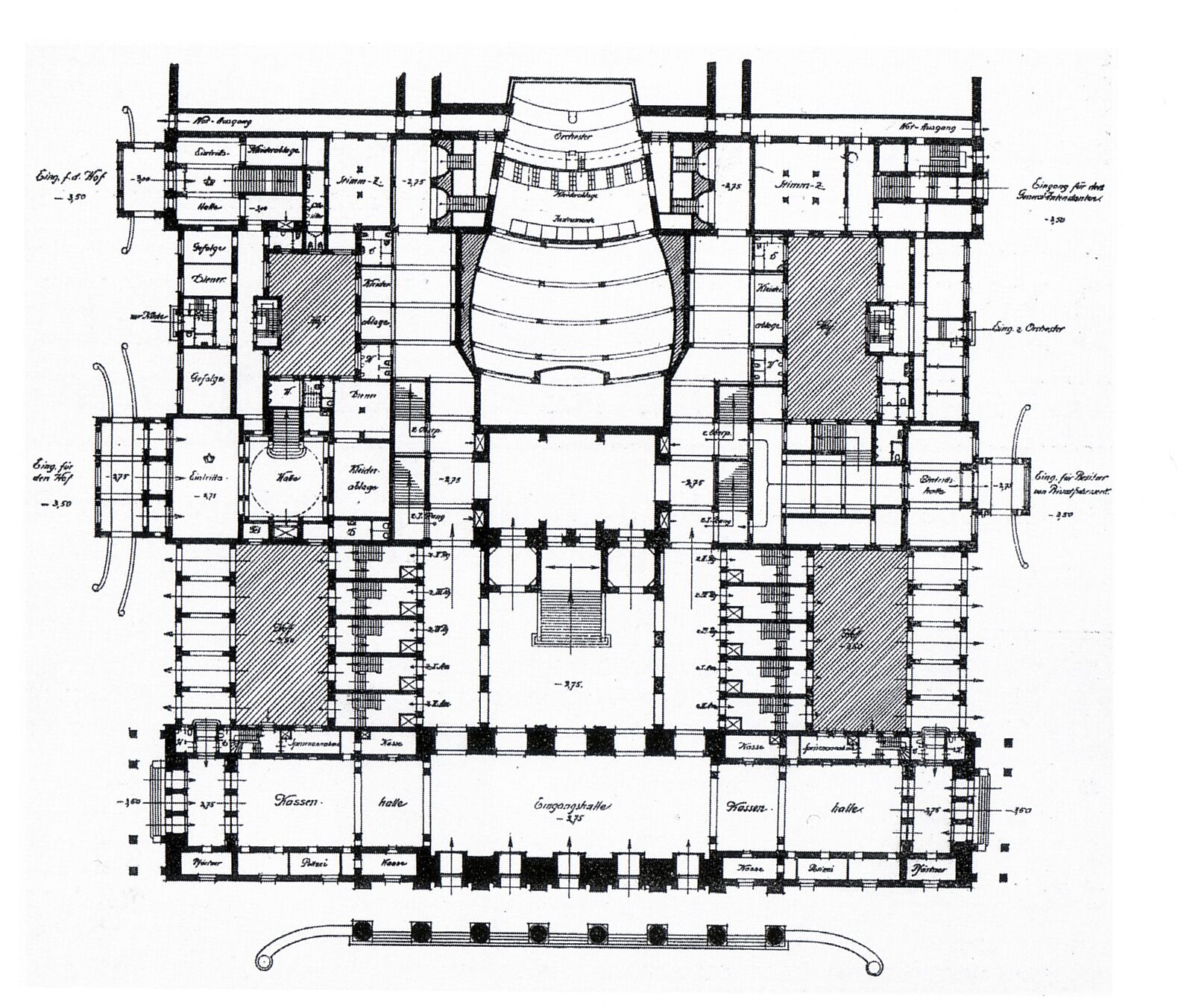
Erdgeschoss
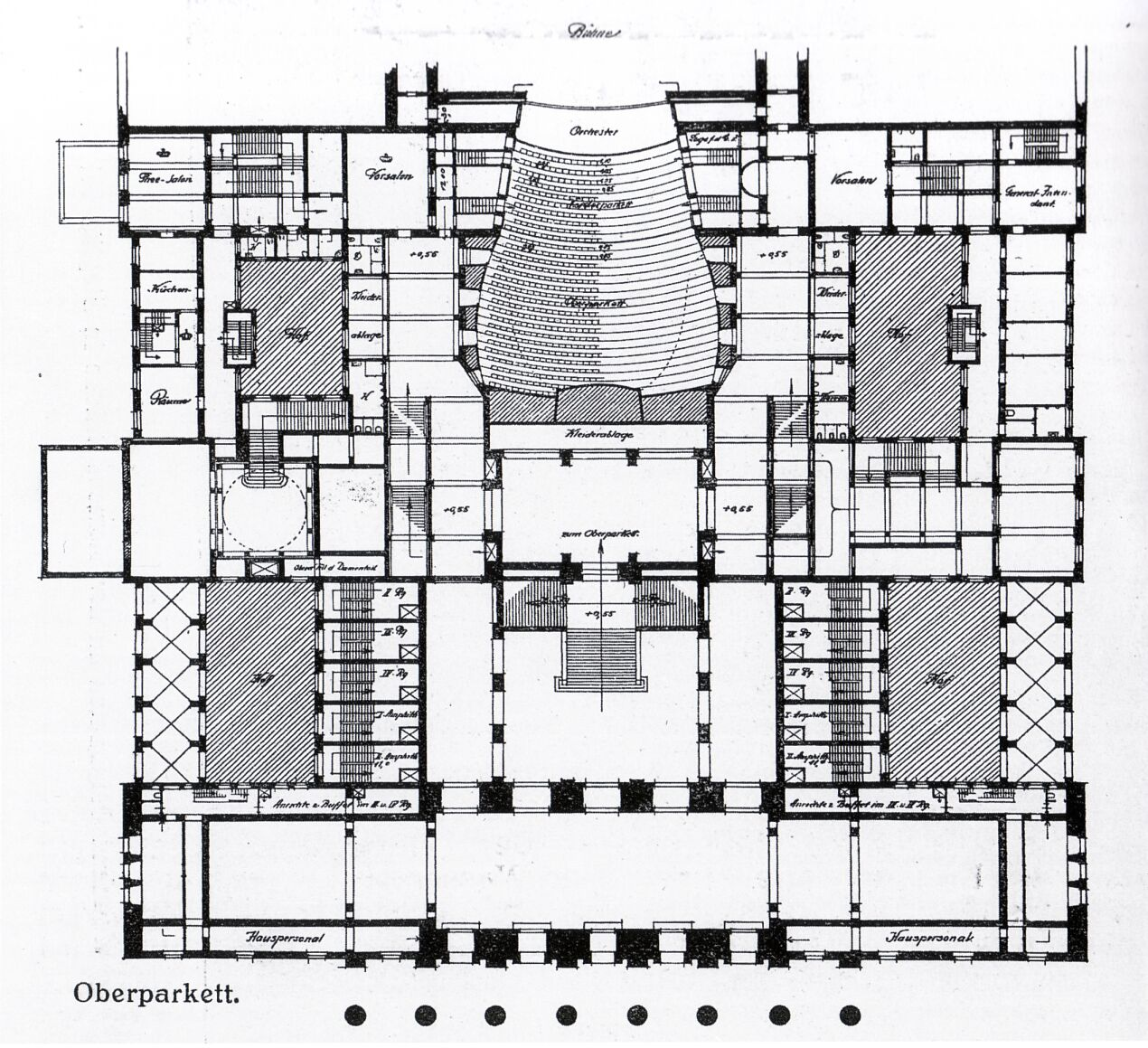
Oberparkett
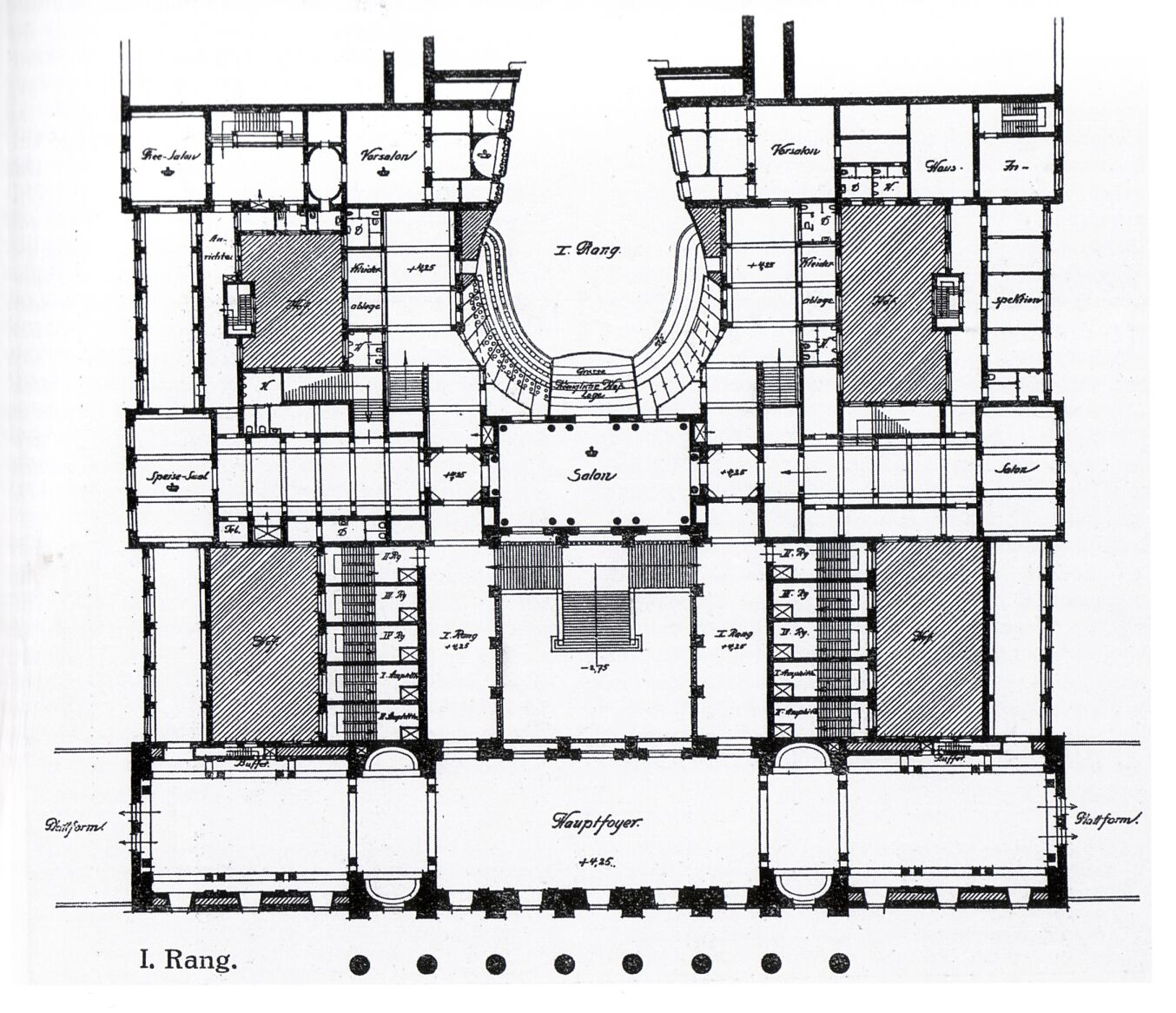
1. Rang

Die Ergebnisse des dritten Wettbewerbs wurden im Januar 1913 öffentlich ausgestellt. Obwohl man sich in der Presse darüber einig war, dass die Konkurrenz einen Fortschritt darstellte, gab es jedoch kein Ergebnis zu der Frage, welcher Entwurf nun der beste war. Der Favorit war offensichtlich der Entwurf von Otto March, doch auch er konnte nicht endgültig überzeugen. Wieder kam auch Kritik am gesamten Baukonzept auf, so wurde vor allem auch die Neuplanung des gesamten Königsplatzes gefordert. Ein Ergebnis war jedoch deutlich: Der dritte Wettbewerb brachte keinen Gewinner hervor und damit auch keinen Architekten für das Opernhaus. Am 13. Februar 1913 nahm das preußische Abgeordnetenhaus eine Resolution an, nach der die Regierung einen freien Architekten suchen und beauftragen sollte, der die besten Anregungen aller bisherigen Konzepte in einen Entwurf einbringen sollte. Für den Königsplatz sollte ein neuer Wettbewerb ausgeschrieben werden. Allerdings war diese Resolution nicht einstimmig, Karl Liebknecht etwa kritisierte sie stark:

„Es ist ein Feigenblatt auf die Tatsache, daß das Abgeordnetenhaus, nachdem es im vergangenen Jahre, aufgestachelt von der Künstlerschaft und ihrer Opposition, ein klein wenig zu widersprechen gewagt hat, sich jetzt vor der Königlichen Staatsregierung, vor der Bauverwaltung vollkommen gekuscht hat.“

## Entwürfe von Ludwig Hoffmann

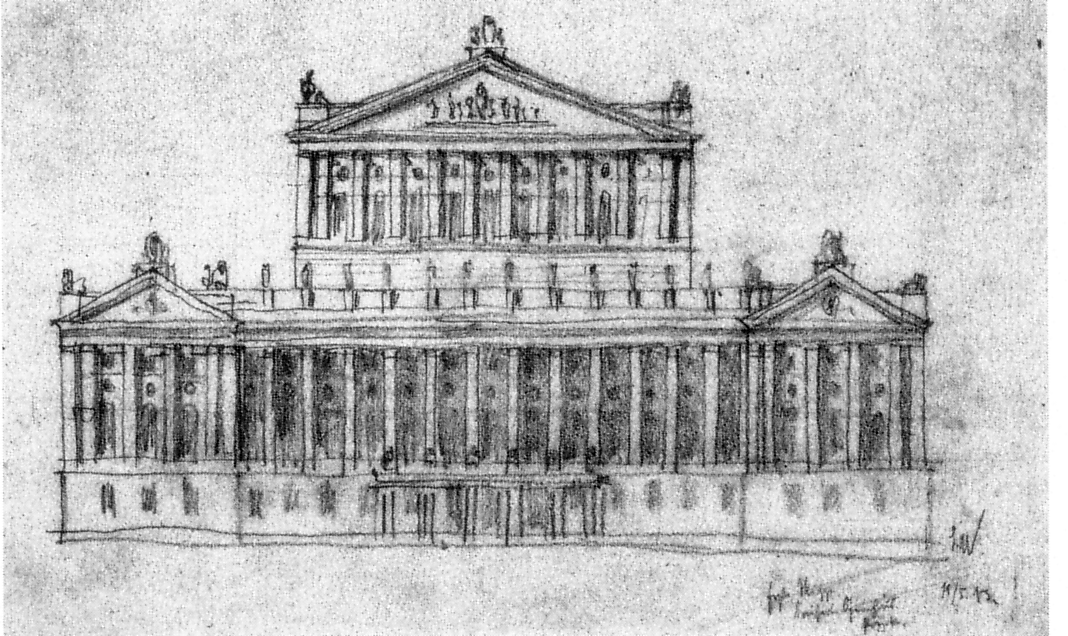
1. Fassadenentwurf mit Zentralgiebel und Seitenrisaliten

Für die Auswahl eines bislang weitestgehend unbeteiligten Architekten kamen nur sehr wenige Personen in Frage, da sich alle bekannten Architekten und Spezialisten bereits zur Opernhausfrage geäußert hatten. Einer der wenigen war der Berliner Stadtbaurat Ludwig Hoffmann, der zwar mehrfach angefragt worden war, bislang die Aufgabe aber jedes Mal abgelehnt hatte. Im April 1913 wurde er erneut gefragt, ob er dieses Gebäude entwerfen und bauen möchte. Hoffmann zeigte allerdings weiterhin kein Interesse daran, vor allem aufgrund seiner eher schlechten Erfahrungen bei der Ausführung des von Alfred Messel entworfenen Pergamon-Museums auf der Berliner Museumsinsel. Die Zusammenarbeit mit der Generalintendanz der Königlichen Theater schreckte ihn ab, außerdem lag zu diesem Zeitpunkt das Hauptinteresse Hoffmanns auf dem Bau von Sozial- und Wohlfahrtsbauten. In seinen Lebenserinnerungen schrieb er dazu:

„Nach meinen Erfahrungen beim Museumsbau erschien mir ein erfolgreiches Arbeiten mit der Generalintendantur der Theater als Bauherrn recht zweifelhaft, dabei war ich mit großen Aufgaben so überbürdet, daß ich nach einer neuen mich zur Zeit nicht sehnte. Auch lag mir jetzt mehr daran, in den großen städtischen Wohlfahrtsbauten mit den Jahren vielen Tausenden ihre bedrängte Lebenslage zu erleichtern, als einem theaterlastigen Publikum Prunkräume zu errichten.“

Nachdem jedoch auch Kaiser Wilhelm II. wünschte, dass Ludwig Hoffmann den Bau übernehme, und der Oberbürgermeister Adolf Wermuth darauf bestand, stimmte Hoffmann letztlich doch zu. Am 4. Mai 1913 gab er dem Ministerium seine Zusage, an dem Neubau mitzuwirken. Er selbst wollte sich dabei auf die künstlerischen Fragen konzentrieren und das Ministerium sollte die bautechnischen Aufgaben übernehmen.

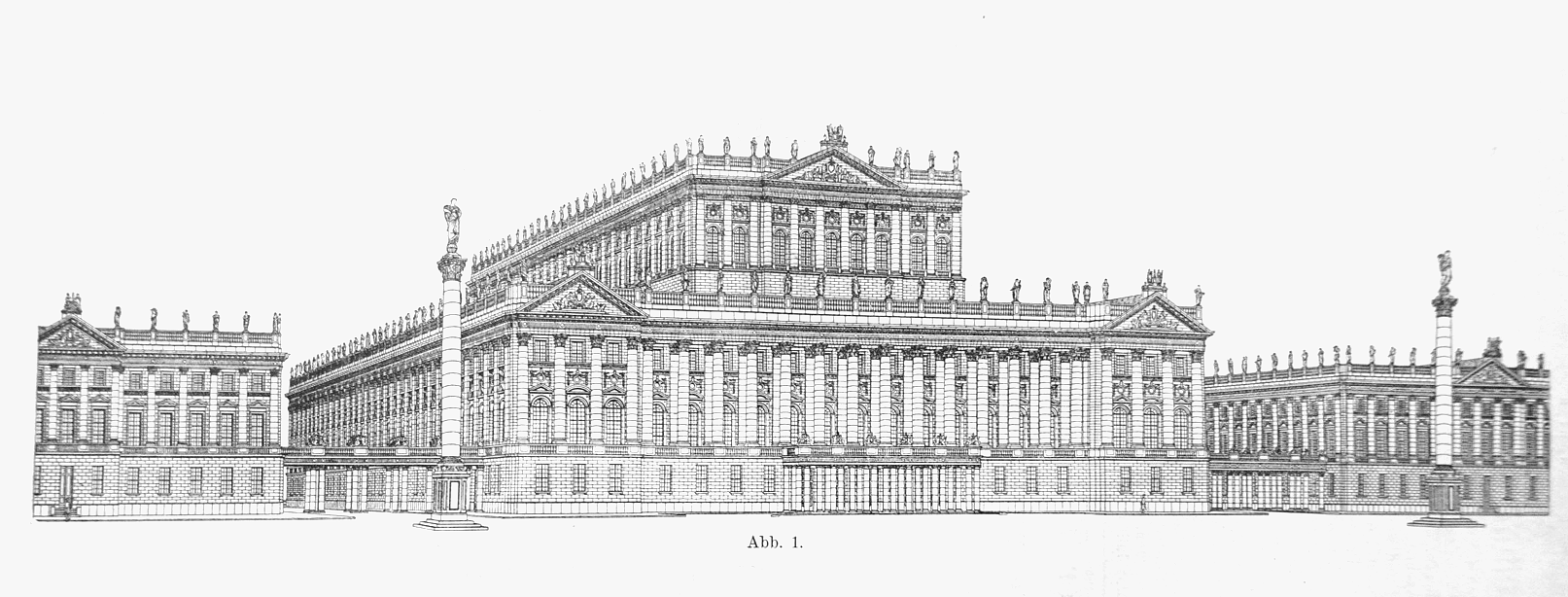
Perspektive des endgültigen Fassadenentwurfs, Januar 1914

Bereits am 9. Mai 1913 legte Ludwig Hoffmann ein Exposee vor, in dem er seine Gedanken zu dem neuen Opernhaus mitteilte. Da er bereits 1912 Teil der Gutachtergruppe der Entwürfe war, hatte er sich bereits eingehend mit dem Gebäude befasst. Die ersten Entwürfe in Form von Fassadenzeichnungen legte Hoffmann zu Pfingsten des Jahres vor. Die drei Bleistiftzeichnungen waren mit dem 11. Mai 1913 datiert und zeigten alternative Fronten des Operngebäudes, teilweise flankiert von weiteren, bislang nicht vorgesehenen Gebäuden, um die weitere Bebauung des Platzes darzustellen. Die Öffentlichkeit erfuhr erst Ende Mai von der Beteiligung Hoffmanns am Bau, die Resonanz in der Presse auf diese Auswahl war allerdings sehr positiv und zugleich mit hohen Erwartungen verbunden. Der Entwurf sollte zusammen mit einem Kostenvoranschlag im Dezember fertig sein, dabei sollte sich auch Hoffmann weitestgehend an die Programmskizze halten. Am 5. November ließ sich Hoffmann die Genehmigung seiner Entwürfe durch den Kaiser bestätigen, im Dezember legte er einen Kostenvoranschlag über 19,5 Millionen Mark (kaufkraftbereinigt in heutiger Währung: rund 128,2 Millionen Euro) vor. Nach einem Zusammentreffen mit dem Finanzminister wurden einige Einsparungen beschlossen, vor allem bei der Gestaltung der Innenräume sowie am Depotbau, der mit der Oper verbunden sein sollte.
Im Januar 1914 präsentierte Ludwig Hoffmann ein Modell des Gebäudes dem Kaiserpaar in einem eigens dafür eingerichteten Atelier. Der Kaiser zeigte sich zufrieden und willigte in den Bau des Opernhauses ein. Auch die endgültigen Grundrisse, Ansichten, Schnitte und Perspektiven wurden im Zentralblatt der Bauverwaltung mitsamt der persönlichen Entwurfserläuterungen Ludwig Hoffmanns veröffentlicht. Am 19. Mai 1914 wurde die erste Baurate vom preußischen Arbeitsministerium bewilligt, der Ausbruch des Ersten Weltkriegs verhinderte allerdings die Bauausführung.

## Architektonische Betrachtung des Hoffmann-Entwurfs

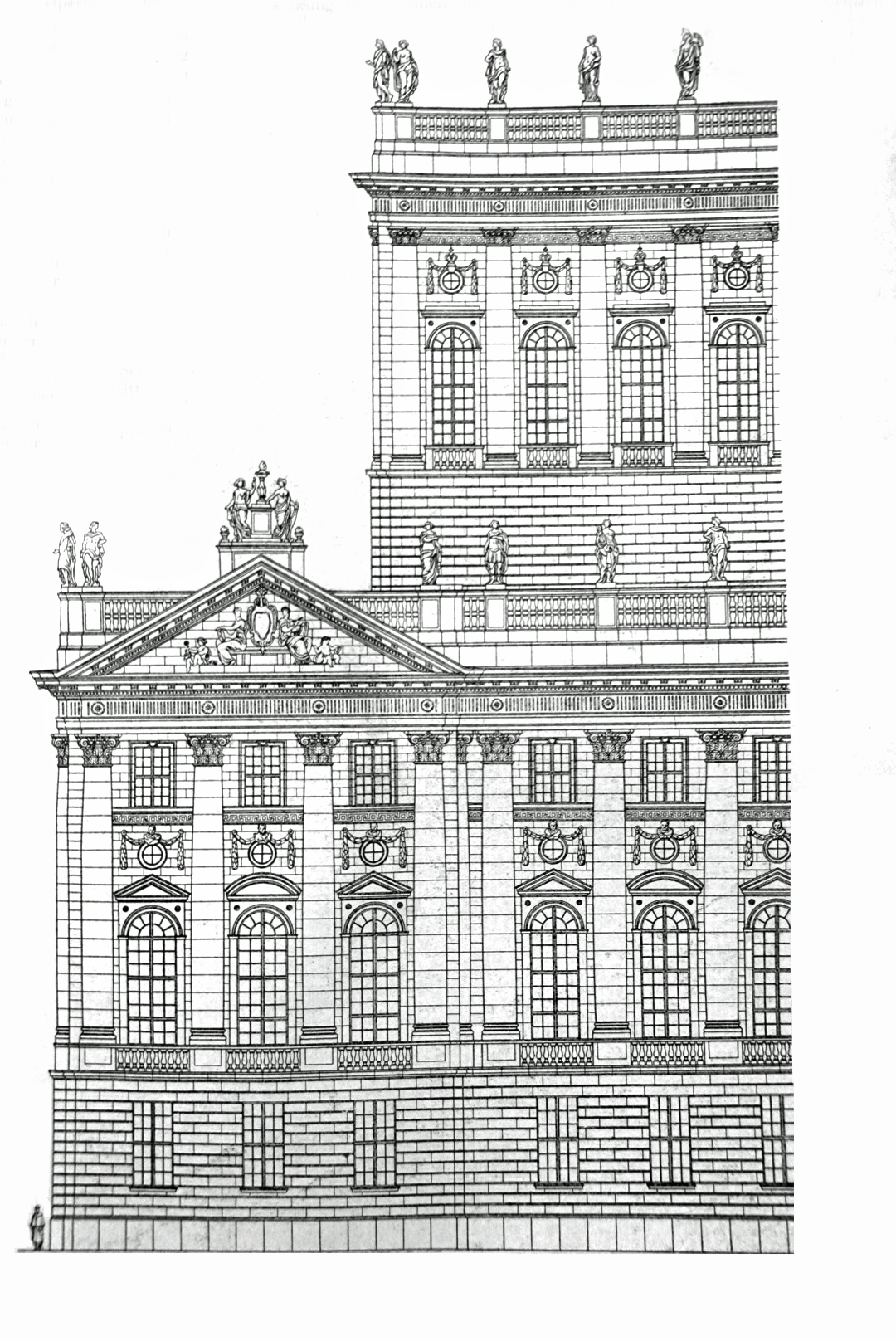
Detailansicht eines Seitenrisalits

Ludwig Hoffmann sollte sich als beauftragter Architekt noch enger an die vorgegebenen Grundpläne halten als die Teilnehmer des Wettbewerbs. Hoffmann versuchte allerdings trotzdem, vor allem die Fassade seinen Vorstellungen entsprechend zu verändern. Während etwa der ursprüngliche Plan auf Wunsch des Kaisers einen großen Dreiecksgiebel mit acht tragenden Säulen (Portikus) vorsah, plante Hoffmann eine geräumige Vorhalle mit einer Kolonnade aus korinthischen Säulen mit nur dezentem Giebel. Außerdem setzte er die Fensterachsen enger als vorgesehen und plante den Gesamtbau mit 96 Metern Breite um vier Meter breiter als in den Vorgaben gewünscht. Hinter der Säulenhalle sollte ein geräumiges Foyer entstehen. Die Kassen, die nach der Vorgabe seitlich eines zentralen Vestibüls entstehen sollten, platzierte Hoffmann an die beiden äußersten Enden und stattete diese Bereiche mit jeweils einem eigenen Gebäudevorsprung (Risalit) aus, der weitere Nebenräume aufnehmen sollte.
Eines der Hauptprobleme des Grundrisses war der starke Eindruck des viereckigen Kastenbaus, der bereits in den Entwürfen der verschiedensten Wettbewerbsteilnehmer durch Vorbauten und Ausgestaltungen des Portikus verdeckt werden sollte. Hoffmann versuchte, durch das Vorziehen des Bühnenkörpers über den Zuschauerraum sowie die Anlage der zentralen Treppenhalle einen lang gestreckten Eindruck zu vermitteln, die er optisch an das Berliner Schauspielhaus anglich. Im Gesamtbild stellte allerdings die Ausdehnung in die Länge das größere Problem dar, zumal der Bau aus Kostengründen nicht die gesamte Breite des Königsplatzes ausfüllen sollte und so das Missverhältnis noch deutlicher auffiel. Hoffmann plante aus diesem Grund direkt beidseitig anschließende Funktionsbauten und eine Betonung der Außenkanten während er auf eine Betonung des Zentralteiles eher verzichten wollte. Neben den bereits erwähnten Risaliten sollte die Kolonnade als eine über zwei Geschosse gebaute offene Säulenvorhalle diesen Effekt verstärken. Für das Hauptgeschoss waren große Rundbogenfenstern vorgesehen. Durch aufwändigen Figurenschmuck sollte die umlaufende Balustrade des Gebäudes akzentuiert werden.

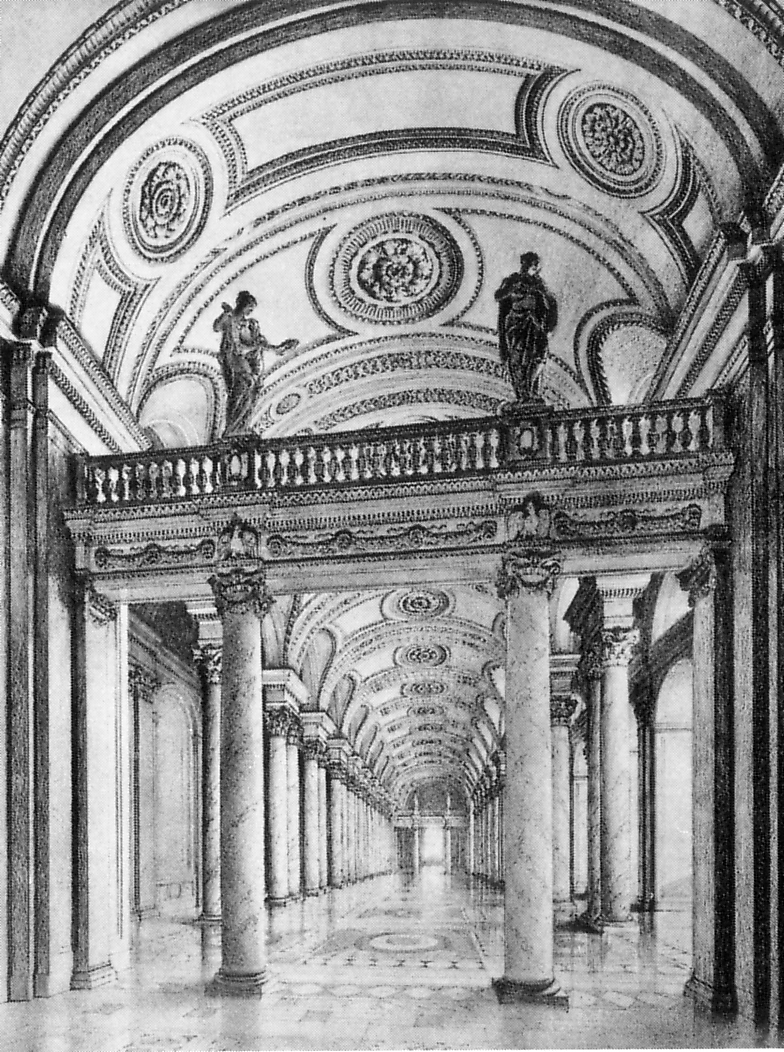
Entwurf des Foyers

Im Inneren gliederte Hoffmann den Bau in einen Bühnen- und einen Zuschauerteil. Dabei bildet der Zuschauerteil das Zentrum des Gebäudes, ihm sind ein großes Treppenhaus und ein Foyer vorgelagert. Vier Lichthöfe gliedern das Gebäude weiter. Der Zentraleingang sollte sich am Königsplatz befinden, durch diesen sollte man in eine quer angelegte Vorhalle gelangen, die die gesamte Breite des Gebäudes einnehmen sollte. Über einige Stufen gelangte man in das zentrale Treppenhaus oder in die Seitengänge. Eine breite Treppe im zentralen Treppenraum sowie weitere Treppen in den seitlichen Gängen führen in den ersten Rang, zwei Treppen hinter der Haupthalle in das Oberparkett. Das Auditorium sollte aus vier Rängen bestehen, überspannt durch zusätzliche Sitzreihen in der Art eines Amphitheaters, architektonisch herausgestellt wurden die Festloge sowie die dreigeteilten Proszeniumslogen. Ein großes Foyer sollte oberhalb der Eingangshalle für die Pausengestaltung eingerichtet werden, weitere Aufenthaltsräume befanden sich im gesamten Gebäude.

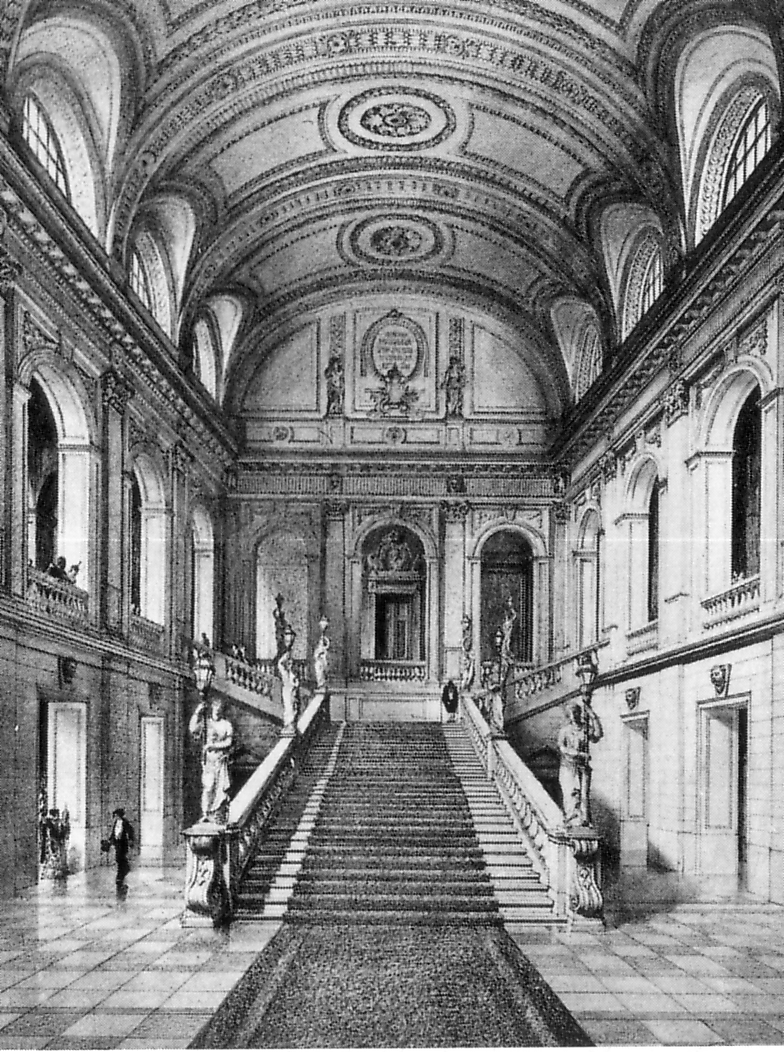
Entwurf des Treppenhauses

Separat angelegt wurde ein seitlicher Eingang für die Besucher der kaiserlichen Loge. Dieser führte über ein Treppenhaus in einen großen Salon vor der Festloge. Den Zuschauerweg sollte dieser Zugang nur seitlich des Salons kreuzen, sodass die beiden Besuchergruppen gut voneinander getrennt waren. Weitere Räume für die Angehörigen des Hofes gruppierten sich um den hinteren linken Lichthof. Über einen Speisesaal und einen Teesalon wurde ein Durchgang zu den Proszeniumslogen geschaffen.

## Volksopernhaus
Nach dem Ersten Weltkrieg wurde Ludwig Hoffmann von Adolph Hoffmann, dem neuen preußischen Kultusminister aus den Reihen der USPD, gebeten, das Projekt als Volksopernhaus neu ins Auge zu fassen. Dabei sollten die Zuschauerkapazität auf 3.000 Plätze erhöht werden, woraufhin Ludwig Hoffmann das Parkett durch eine steilere Höhenkurve erweiterte. Der zur Beratung herangezogene Komponist Richard Strauss war von der Idee begeistert, da auf diese Weise die Zuschauer über die Köpfe der vor ihnen Sitzenden hinweg die Sänger in ihrer ganzen Gestalt sehen konnten. Diese Pläne verliefen allerdings im Sande und statt des Volksopernhauses wurde in den Jahren 1920 bis 1923 die auf dem vorgesehenen Grundstück stehende alte Krolloper modernisiert.